# École de Beauvallon
L'école de Beauvallon est fondée en 1929 à Dieulefit dans la Drôme par Marguerite Soubeyran et Catherine Krafft, rejointes par Simone Monnier en 1936. Le site est une structure pionnière de la pédagogie active en France.

## Historique

### Création et débuts
À partir de 1927, Marguerite Soubeyran approfondit ses connaissances à Genève, après ses études d’infirmière et l’ouverture de sa pension de famille à Dieulefit. Son but est la création d’une maison d’enfants qui aiderait à développer ceux qui sont en difficulté selon les méthodes de l'éducation nouvelle et ce sont ces connaissances qu’elle souhaite acquérir à l’Institut Jean-Jacques Rousseau. Elle y rencontre Catherine Krafft qui est directrice de la maison des étudiants et elles décident ensemble de fonder l’École de Beauvallon.
Jean Piaget et Édouard Claparède leur apportent des conseils. Les directrices, Marguerite Soubeyran, Catherine Krafft, rejointes par Simone Monnier en 1936, ont toutes les trois des origines protestantes. En France, depuis 1899, existe l’École des Roches inspirée des méthodes actives et créée par Edmond Demolins (1852-1907) à Verneuil-sur-Avre, mais l’école de Beauvallon, créée en 1929 est la première école nouvelle et mixte en France.

### La guerre et l'occupation
A la fin des années 1930, des réfugiés espagnols, puis, pendant la Seconde Guerre mondiale, des juifs, enfants ou adultes, des résistants, des communistes allemands y trouvent asile. L'établissement est aidé discrètement par la secrétaire de mairie, Jeanne Barnier, qui met en circulation, lorsque ceci s'avère nécessaire, de faux papiers d'identité. La brigade de gendarmerie et le sous-préfet de Nyons apportent également leur concours. Le lieu bénéficie du silence de la population de Dieulefit. Plusieurs personnalités, comme Pierre Emmanuel, Emmanuel Mounier, Pierre Seghers, Louis Aragon, Yvonne Lefébure s'y réfugient et y enseignent,. Après la rafle d'Izieu le 6 août 1944, les adolescents juifs réfugiés dans cet établissement dorment la nuit dans des grottes proches, par prudence. Avant de revenir à l'école au petit matin, ils doivent s'assurer qu'une couverture rouge n'est pas disposée sur la terrasse en signe de danger,.

### Après la guerre
Après la guerre, dans la deuxième partie du XXe siècle et au XXIe siècle, l'établissement perpétue son rôle pédagogique et pionnier. Coline Serreau, par exemple, y passe pendant sa petite enfance,. C'est dans cette structure qu'Élisabeth Bing invente en France, en 1969, les ateliers d'écriture pour les enfants en grande difficulté, expérience qu'elle relate en 1976 dans son livre Et je nageai jusqu'à la page.
L'École de Beauvallon accueille environ 70 enfants en structure ITEP et SESSAD.